# 馬克斯·卡維爾
馬克斯·卡維爾（1988年8月1日—）是美國的一位演員。他最著名的作品是在慾望師奶中飾演Preston Scavo角色。他的孿生兄弟查理·卡維爾也是一名演員。 

## 外部連結
- 馬克斯·卡維爾在互联网电影资料库（IMDb）上的資料（英文）
- 馬克斯·卡維爾的X（前Twitter）